# Він ще повернеться
«Він ще повернеться» — радянський чорно-білий драматичний художній фільм 1943 року, знятий на Тбіліській кіностудії.

## Сюжет
Події відбуваються під час Німецько-радянської війни. В одному з боїв за російське село молодий боєць-грузин стає свідком героїчної загибелі місцевої дівчини-комсомолки. Після поранення він приїжджає у відпустку в рідне село, де його чекають трудівники-батьки й наречена. Але пам'ять про дівчину, яка померла на руках бійця, не дає йому спокою. Фотографія загиблої дівчини стає причиною непорозуміння між закоханими. Але незабаром істина проясняється, і наречена проводжає коханого на фронт для виконання військового обов'язку.

## У ролях
- Олександр Оміадзе — батько Манани
- Нато Вачнадзе — Манана
- Теймураз Хелашвілі — Георгій
- Дудухана Церодзе — Гогуца
- Євген Самойлов — епізод
- Олександр Жоржоліані — листоноша
- Кіра Андронікашвілі — мати
- Ніколоз Анджапарідзе — епізод
- Іване Бабілодзе — епізод
- Нана Гамбашидзе — епізод
- Шалва Гамбашидзе — епізод
- Нелі Давіташвілі — епізод
- Володимир Кавсадзе — епізод
- Єлизавета Черкезішвілі — епізод

## Знімальна група
- Режисери — Микола Шенгелая, Діоміде Антадзе, Нато Вачнадзе
- Сценаристи — Костянтин Лордкіпанідзе, Іло Мосашвілі
- Оператор — Костянтин Кузнецов
- Композитор — Андрій Баланчивадзе